# RC Sorpesee

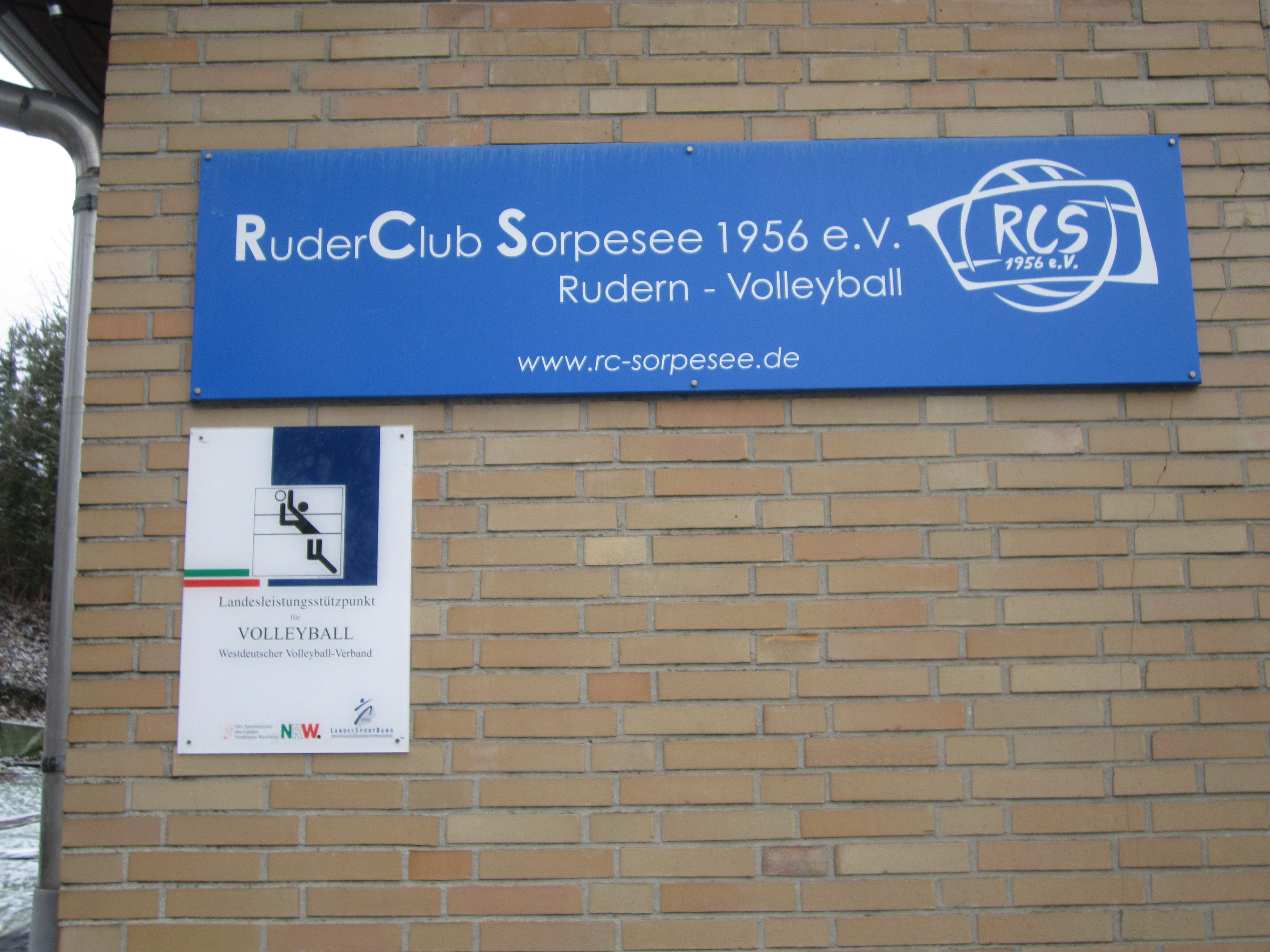
Schilder am Clubhaus

Der RuderClub Sorpesee 1956 e. V. ist ein deutscher Sportverein mit Sitz in der nordrhein-westfälischen Stadt Sundern im Hochsauerlandkreis. Trotz der Ursprünge als Ruderclub ist der Verein mehr durch die Frauen-Mannschaft der Volleyball-Abteilung bekannt.

## Abteilungen

### Volleyball
Zur Saison 2014/15 stieg die erste Frauen-Mannschaft von der Regionalliga in die Dritte Liga West auf. Gleich am Ende der Debüt-Saison gelang es mit 45 Punkten den ersten Platz und einzufahren und damit ohne Probleme gleich den nächsten Aufstieg angehen zu können. In der Folgesaison ging es somit in der 2. Bundesliga Nord weiter. Mit 12 Punkten platzierte man sich hier schließlich auf dem zwölften Platz und konnte die Klasse erst einmal halten. Nach der Spielzeit 2016/17 sammelte man schließlich 22 Punkte, dies reichte jedoch diesmal nicht um in der Liga weiter zu bleiben und man musste wieder in die dritthöchste Spielklasse hinunter.
Zurück in der West-Staffel reichte es nach der Saison 2017/18 erst einmal nur für den vierten Platz mit 45 Punkten. Dies änderte sich dann nach der Spielzeit 2019/20, welche bedingt durch die COVID-19-Pandemie vorzeitig abgebrochen werden musste. Zum Zeitpunkt des Abbruchs hatte das Team 20 Partien gespielt und daraus 48 geholt, womit man auf Platz 1 landete und wieder zurück in die 2. Bundesliga aufsteigen durfte. Die erste Saison hier schloss die Mannschaft mit 19 Punkten auf dem zwölften Platz ab und konnte somit die Klasse halten. In der nächsten Saison belegten sie erneut den 12. Platz und mussten diesmal als schlechtestes reguläres Team in die Dritte Liga absteigen.
In der Saison 2022/23 gewannen die Mannschaft vom RC Sorpesee 23 ihrer 24 Spiele in der Weststaffel der Dritten Liga und sicherte sich so ungefährdet den Meistertitel sowie den damit verbundenen Aufstieg. Als Aufsteiger beendete der RC Sorpesee die Saison 2023/24 auf dem sechsten Platz.

## Bekannte Spielerinnen
- Isabel Schneider spielte bis 2007 beim Verein
- Kimberly Drewniok spielte bis 2014 beim Verein